# Westford (Vermont)
Westford ist eine Town im Chittenden County des Bundesstaats Vermont in den Vereinigten Staaten, mit 2062 Einwohnern (laut Volkszählung von 2020).

## Geografie

### Geografische Lage
Westford liegt im Norden des Chittenden Countys, am Westrand der Green Mountains, an der Grenze zum Franklin County. Das Gebiet der Town ist hügelig und die höchste Erhebung ist der 501 m hohe Stewart Hill. Der Browns River fließt zentral, in nördlicher Richtung durch die Town und mündet etwas weiter im Norden in den Lamoille River. Es gibt diverse kleinere Flüsse und Bäche, die die Town entwässern, jedoch nur kleinere Seen, von denen der größte der Westford Pond ist.

### Nachbargemeinden
Alle Entfernungen sind als Luftlinien zwischen den offiziellen Koordinaten der Orte aus der Volkszählung 2010 angegeben.
- Norden: Fairfax, 3,2 km
- Nordosten: Cambridge, 20,9 km
- Osten: Underhill, 13,6 km
- Südosten: Jericho, 6,2 km
- Süden: Essex, 7,8 km
- Westen: Milton, 17,3 km

### Klima
Die Durchschnittstemperatur in Westford liegt zwischen −9,4 °C (15 °Fahrenheit) im Januar und 20,6 °C (69 Grad Fahrenheit) im Juli. Damit ist der Ort gegenüber dem langjährigen Mittel Vermonts um etwa 2 Grad kühler. Die Schneefälle zwischen Oktober und Mai erreichen ihren Höchstwert im Januar und liegen deutlich höher als die mittlere Schneehöhe in den USA. Die tägliche Sonnenscheindauer liegt am unteren Rand des Wertespektrums der USA, im Zeitraum September bis Dezember zum Teil deutlich darunter.

## Geschichte
Westford wurde am 8. Juni 1763 von Benning Wentworth als Teil von New Hampshire mit einer Fläche von 6 auf 6 Meilen, entsprechend den üblichen 23.040 acres (etwa 93,2 km²) ausgerufen. Die Besiedlung von Westford startete unmittelbar nach dem Amerikanischen Unabhängigkeitskrieg.
Der Name entstand, da Westford die am westlichsten gelegene Town war, die mit drei weiteren Towns am gleichen Tag ausgerufen wurde. Viele der Nehmer des Grantes von Westford waren auch begünstigte des Grants von Underhill, welches am selben Tag ausgerufen wurde. Eine namentliche Besonderheit ist der Number Eleven Hill Kein anderer Berg in Vermont wurde nur mit einer Nummer bezeichnet.

### Religion
Die Kongregationale Kirche, die Baptisten und die Methodistische Kirche gründeten sich zwischen 1798 und 1821 in Westford. Jede hatte ein Gebäude im Village.

### Einwohnerentwicklung
| Volkszählungsergebnisse – Town of Westford | Volkszählungsergebnisse – Town of Westford | Volkszählungsergebnisse – Town of Westford | Volkszählungsergebnisse – Town of Westford | Volkszählungsergebnisse – Town of Westford | Volkszählungsergebnisse – Town of Westford | Volkszählungsergebnisse – Town of Westford | Volkszählungsergebnisse – Town of Westford | Volkszählungsergebnisse – Town of Westford | Volkszählungsergebnisse – Town of Westford | Volkszählungsergebnisse – Town of Westford |
| Jahr                                       | 1700                                       | 1710                                       | 1720                                       | 1730                                       | 1740                                       | 1750                                       | 1760                                       | 1770                                       | 1780                                       | 1790                                       |
| ------------------------------------------ | ------------------------------------------ | ------------------------------------------ | ------------------------------------------ | ------------------------------------------ | ------------------------------------------ | ------------------------------------------ | ------------------------------------------ | ------------------------------------------ | ------------------------------------------ | ------------------------------------------ |
| Einwohner                                  |                                            |                                            |                                            |                                            |                                            |                                            |                                            |                                            |                                            | 63                                         |
| Jahr                                       | 1800                                       | 1810                                       | 1820                                       | 1830                                       | 1840                                       | 1850                                       | 1860                                       | 1870                                       | 1880                                       | 1890                                       |
| Einwohner                                  | 648                                        | 1107                                       | 1025                                       | 1290                                       | 1352                                       | 1458                                       | 1231                                       | 1237                                       | 1133                                       | 1033                                       |
| Jahr                                       | 1900                                       | 1910                                       | 1920                                       | 1930                                       | 1940                                       | 1950                                       | 1960                                       | 1970                                       | 1980                                       | 1990                                       |
| Einwohner                                  | 888                                        | 854                                        | 706                                        | 698                                        | 698                                        | 585                                        | 680                                        | 991                                        | 1413                                       | 1740                                       |
| Jahr                                       | 2000                                       | 2010                                       | 2020                                       | 2030                                       | 2040                                       | 2050                                       | 2060                                       | 2070                                       | 2080                                       | 2090                                       |
| Einwohner                                  | 2086                                       | 2029                                       | 2062                                       |                                            |                                            |                                            |                                            |                                            |                                            |                                            |

## Wirtschaft und Infrastruktur

### Verkehr
Die Vermont State Route 15 verläuft in nordsüdlicher Richtung durch den Osten der Town. Sie verbindet Westford mit Underhill im Süden und Cambridge im Norden. Zentral, ebenfalls in nordsüdlicher Richtung verläuft die Vermont State Route 128, von Fairfax im Norden, nach Essex im Süden.

### Öffentliche Einrichtungen
Es gibt kein Krankenhaus in Westford. Das  University of Vermont Medical Center in Burlington, ist das nächstgelegene Krankenhaus.

### Bildung

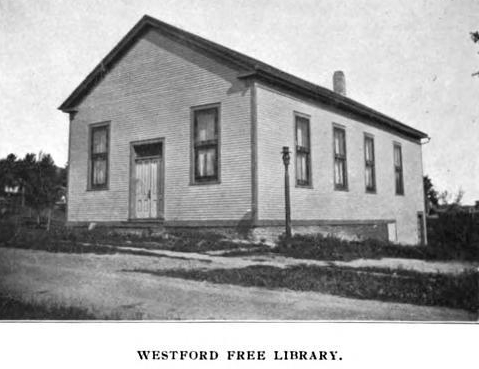
Westford Library, etwa 1897

Westford gehört mit Essex zur Chittenden Central Supervisory Union. In Westford bietet die Westford School und die Underhill I.D. School Ausbildung von der Pre-School bis zum achten Schuljahr.
Die Westford Public Library befindet sich an der Vermont Route in Westford.
Zu den weiteren Einrichtungen von Westford gehört die Westford Historical Society.

## Persönlichkeiten

### Söhne und Töchter der Stadt
- Luke P. Poland (1815–1887), Politiker und Abgeordneter im US-Kongress